# Dornier Do 228
El Dornier Do 228 es un avión comercial bimotor de corto alcance y con características STOL, fabricado por la compañía alemana Dornier Flugzeugwerke entre 1981 y 1998. El primer prototipo realizó su primer vuelo el 21 de marzo de 1981. Puede transportar hasta 19 pasajeros o 1.710 kg de carga.
En 1983 la compañía Hindustan Aeronautics Limited compró la licencia de producción del Do 228, fabricando en la India 228 aeronaves para venderlas en el mercado asiático. Aproximadamente 270 Do 228 se construyeron en Oberpfaffenhofen (Alemania) y Kanpur (India). 
En el 2009, RUAG comenzó a construir el Dornier 228 NG de nueva generación en Alemania, mientras el fuselaje, alas y cola se construían en la India por Hindustan Aeronautics Limited (HAL) y transportado a Alemania para su ensamblaje final. Es básicamente el mismo avión con tecnología y prestaciones mejoradas, como una hélice de cinco palas, cabina de cristal y mayor alcance. La primera entrega se hizo en septiembre del 2010.

## Diseño y desarrollo

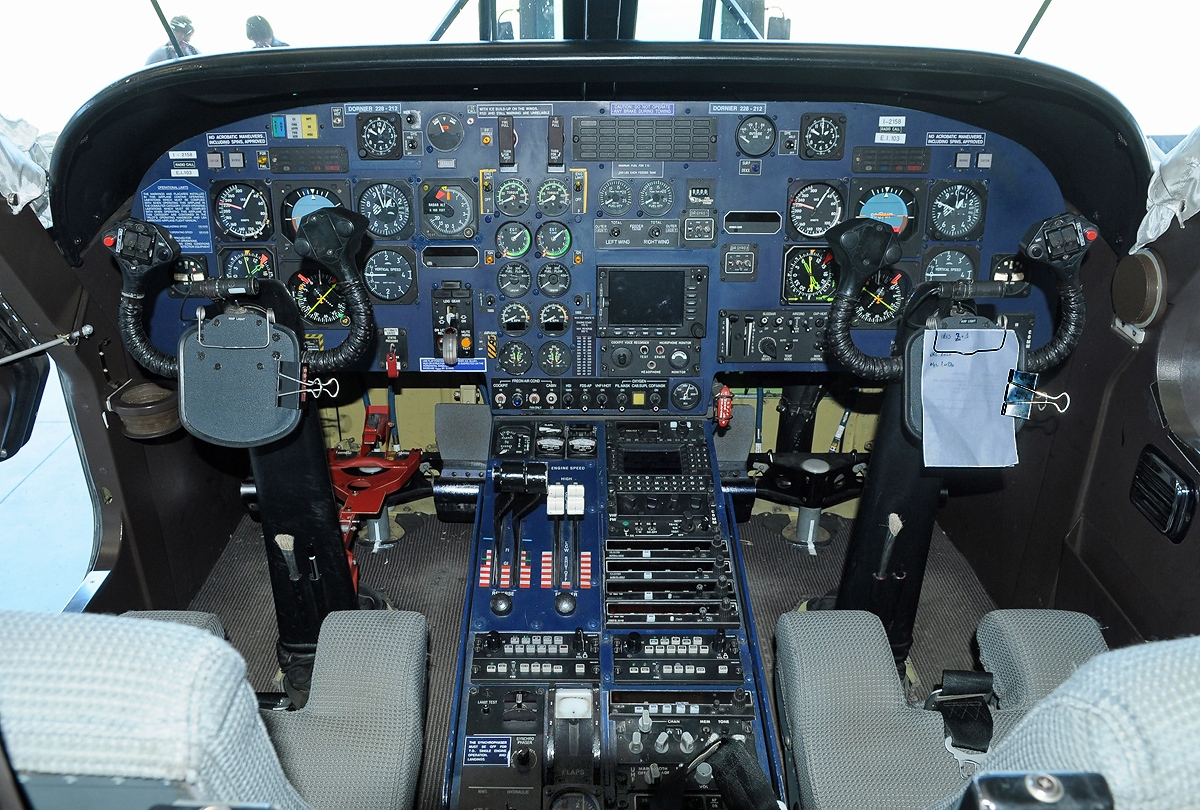
Cabina de mando analógica pre-228NG

A finales de los años 1970, Dornier Flugzeugwerke comenzó con el desarrollo de un nuevo tipo de ala, denominada TNT (Tragflügel neuer Technologie). Fue evaluada en un Do 28D-2 Skyservant modificado, con motores Pratt & Whitney Canada PT6A-110. Posteriormente, Dornier cambió la planta motriz por dos Garrett AiResearch TPE-331-5 y probó la nueva aeronave a la que denominó Do 128. La compañía desarrolló un nuevo fuselaje para el ala TNT en dos diferentes variantes con capacidad para 15 y 19 pasajeros respectivamente, designando dichos proyectos E-1 (posteriormente Do 228-100) y E-2 (posteriormente Do 228-200). En el ILA de 1980, Dornier presentó esta nueva aeronave al público general.
El Do 228 recibió el certificado de tipo por parte de la autoridad aeronáutica alemana el 18 de diciembre de 1981, entrando en servicio con la aerolínea Norving en julio de 1982. Los certificados británico y estadounidense se recibieron el 17 de abril y el 11 de mayo de 1984 respectivamente. Durante los años siguientes Dornier ofreció variantes mejoradas del 228, incluyendo también modificaciones de la aeronave para diferentes aplicaciones.

## Componentes del Do 228NG
Estados Unidos

### Electrónica

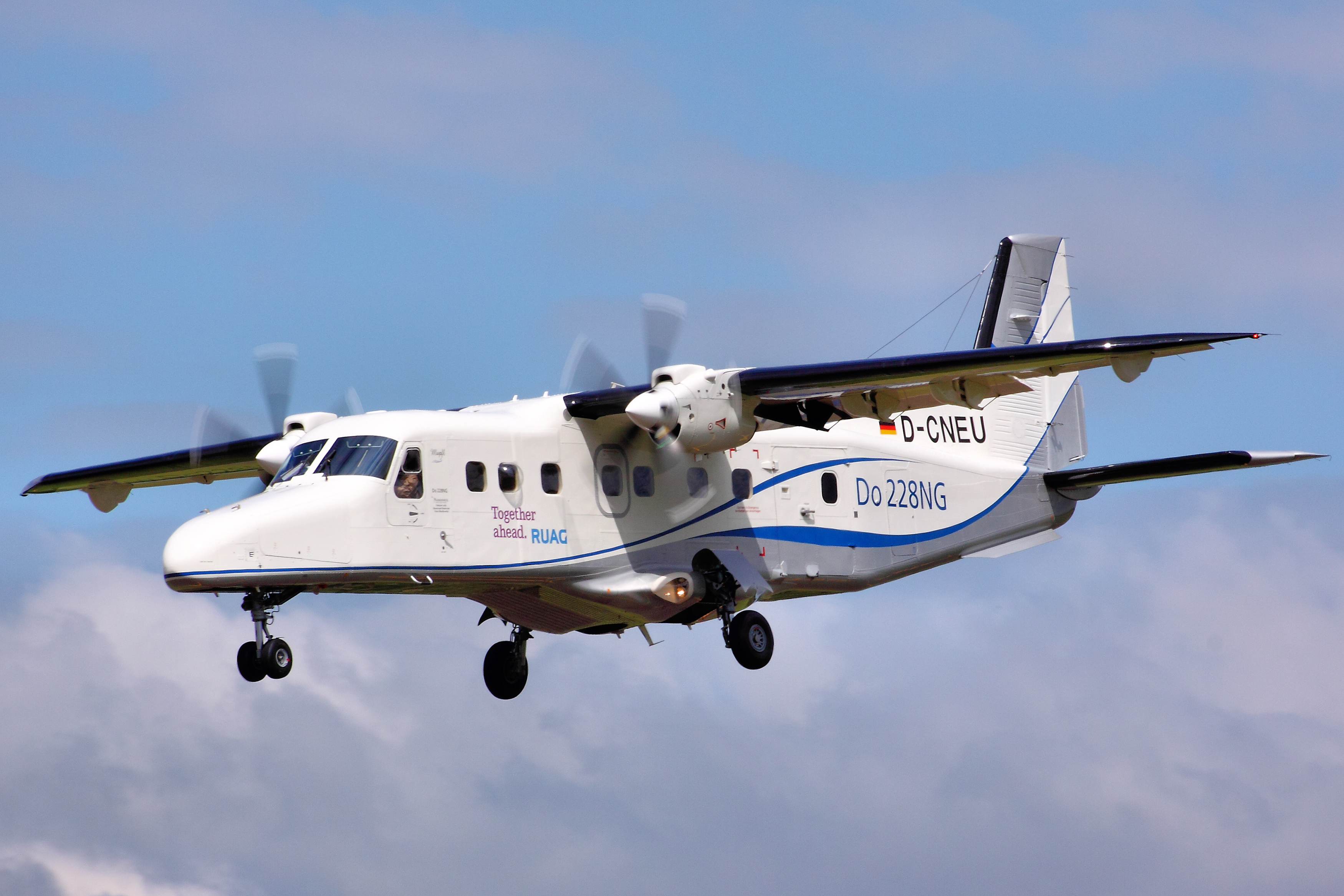
Do 228NG en RIAT 2012

| Sistema        | País                      | Fabricante      | Notas     |
| -------------- | ------------------------- | --------------- | --------- |
| Redes de datos |                           |                 | ARINC 429 |
| Sensores AoA   |                           |                 | 2         |
| TAWS (opción)  | Bandera de Estados Unidos | Sandel Avionics | ST3400    |

### Propulsión
| Sistema | País                      | Fabricante         | Notas          |
| ------- | ------------------------- | ------------------ | -------------- |
| Motor   | Bandera de Estados Unidos | Garrett AiResearch | 2 × TPE 331-10 |

## Usuarios

### Usuarios civiles

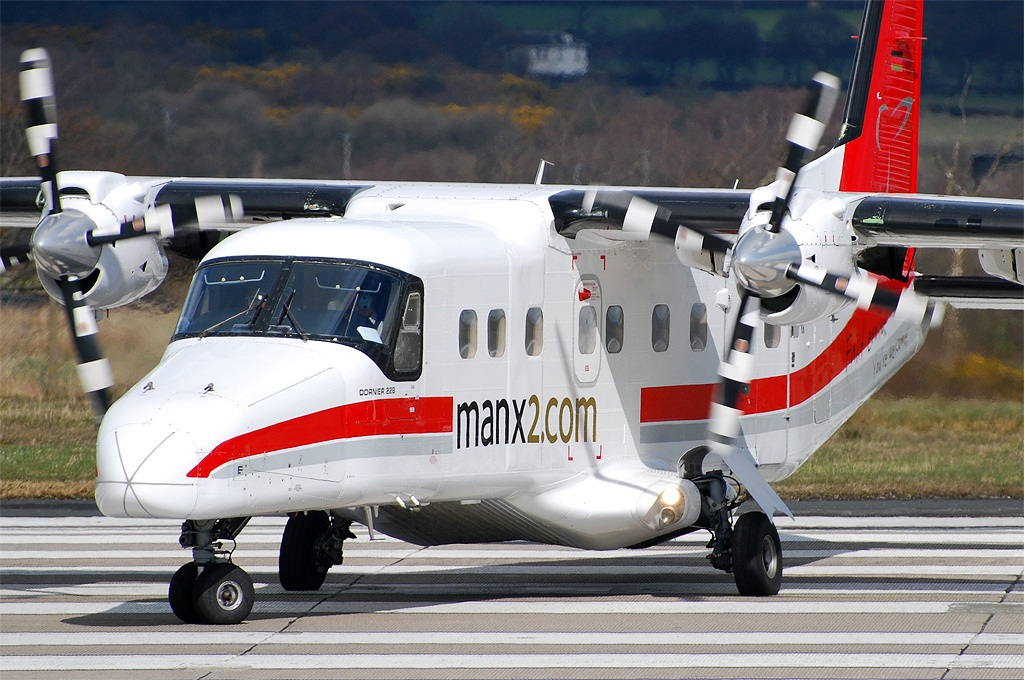
Dornier 228-202K de FLM Aviation operando para Manx2.

En agosto de 2006, 127 Dornier Do 228 de todas las variantes permanecían en servicio en algunas líneas aéreas: 

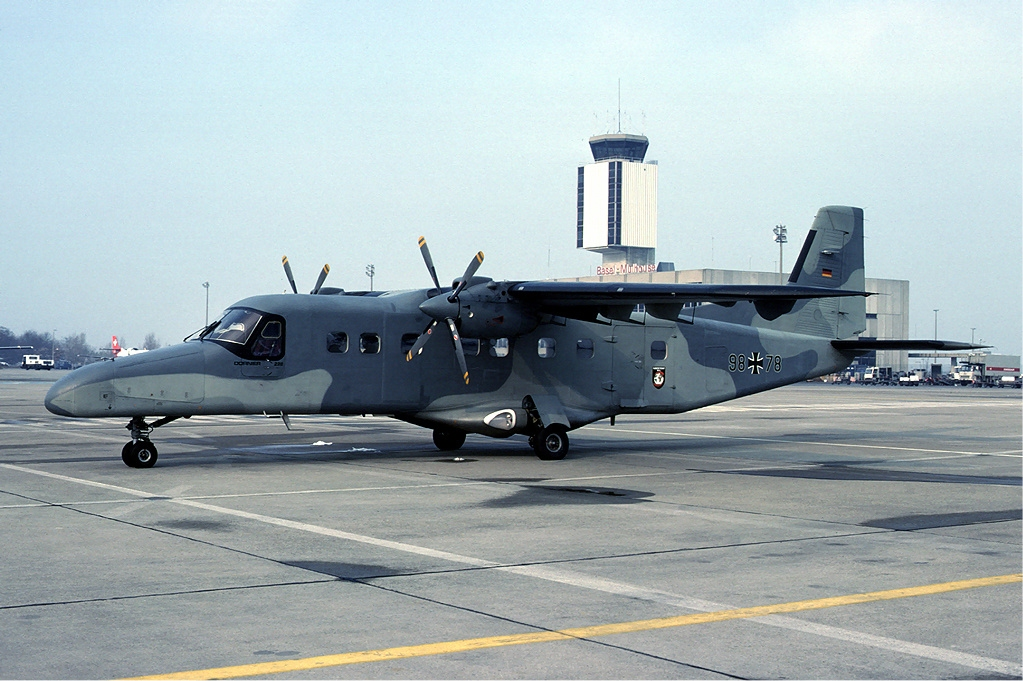
Un Dornier 228 de la Marina Alemana en el aeropuerto de Basilea en marzo de 1987.

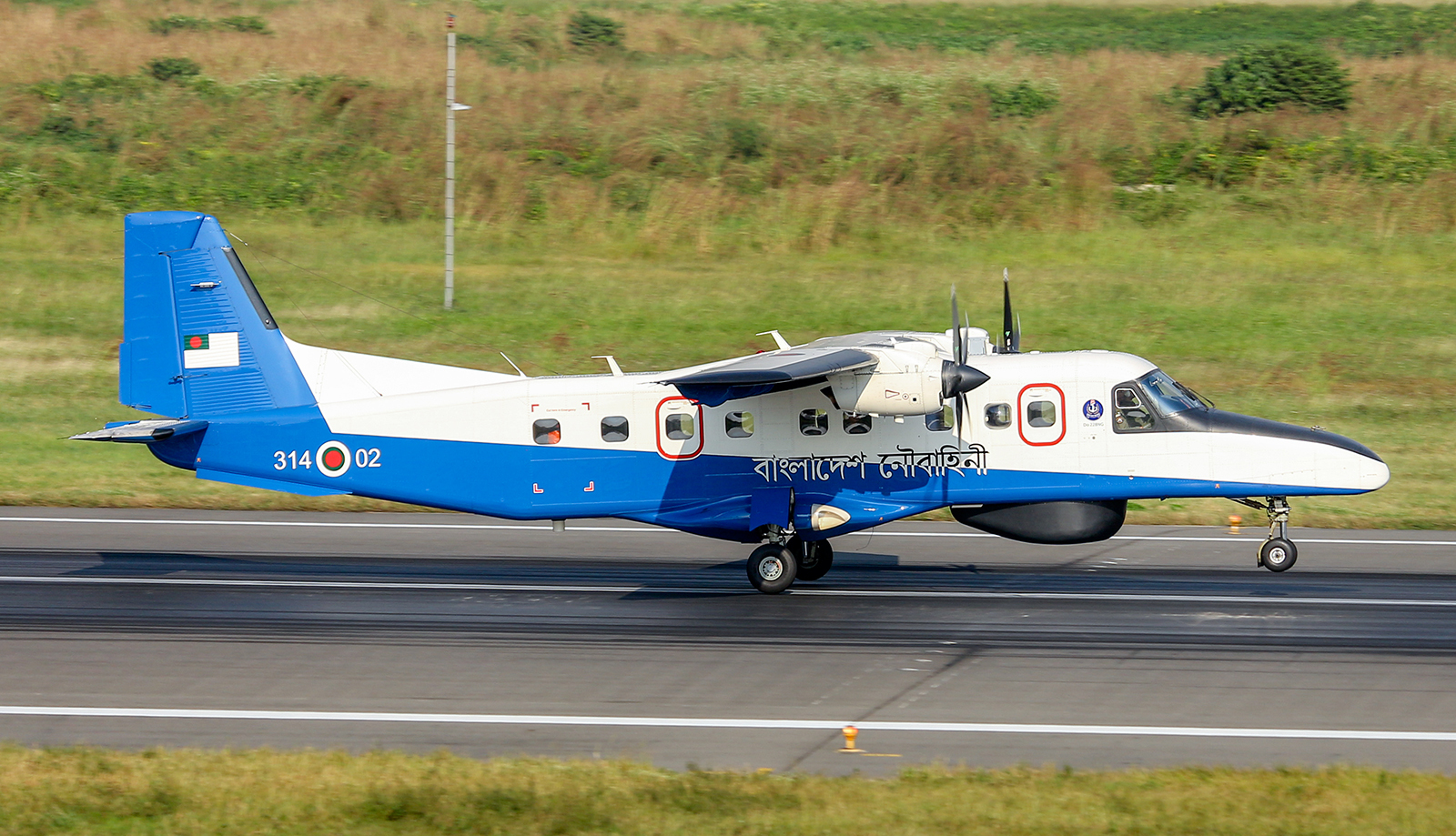
Variante de patrulla marítima del Do-228NG, operarada por la Marina de Bangladés. El radar de patrulla marítima se puede ver bajo el fuselaje

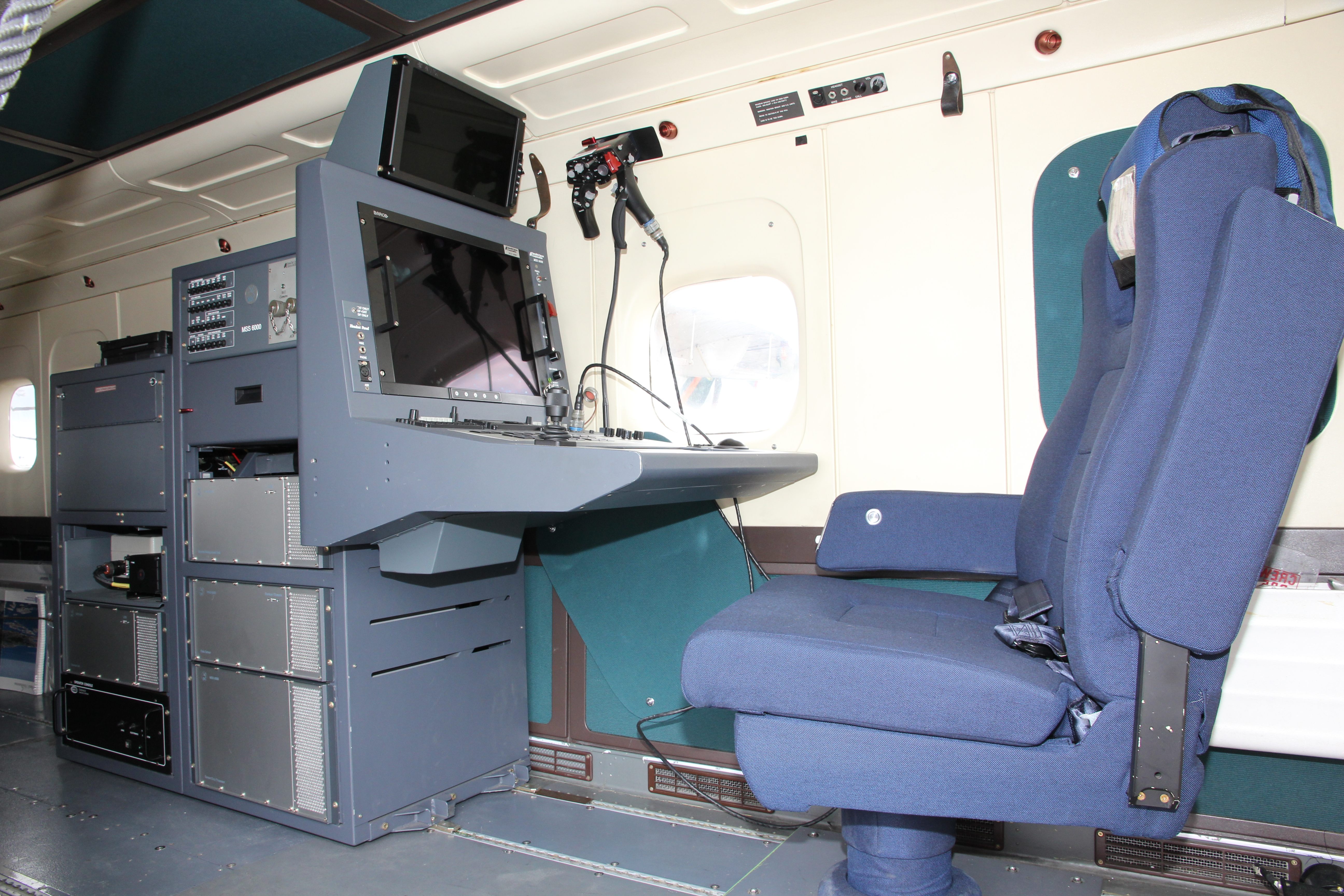
Consola de un radar de patrulla marítima

- Aurigny Air Services: 3[4]
- A Soriano Aviation (3)
- Olympic Airlines (9)
- Aerocardal (3)
- AeroBoyacá
- Aero Vip (Portugal) (2)
- Agni Air (3)
- African Air Services Leasing (2)
- Air Caraïbes (2)
- Airlines of Tasmania (1)
- Air Marshall Islands (1)
- American Jet (1)
- CorpFlite (2)
- Bighorn Airways (4)
- Daily Air (4)
- Divi Divi Air (1)
- Dolphin Air (6)
- Dornier Aviation Nigeria (15)
- Gorkha Airlines ()
- Jagson Airlines (2)
- Indian Airlines (2)
- Inter Island Airways (2)
- Iran Aseman Airlines (5)
- KaSas Limited (Kenya) (4)
- Luftfahrtgesellschaft Walter (6)
- Lufttransport (2)
- Mandarin Airlines (5)
- Maldivian (1)
- Manx2 (2)
- Mayair
- New Central Airlines (3)
- Sita Air (2)
- Solar Air (2)
- Summit Air (7)
- Vision Airlines (8)
- Yeti Airlines (2)

### Usuarios militares
Alemania
- Armada Alemana - Opera 2 Do 228s conn 1 Do 228NG pedido.[5]

 Angola
- Fuerza Aérea de Angola

 Bután
- Real Ejército De Bután Opera 2 Do 228

 Finlandia
- Policía Fronteriza de Finlandia[6]

 India
- Fuerza Aérea India - Opera 28 Do 228 con 12 unidades a mayores pedidas.[7]
- Armada India - Opera 22 Do 228.[7]

 Italia
- Ejército Italiano - Opera 3 Do 228.[8]

 Países Bajos
- Real Fuerza Aérea de los Países Bajos

 Tailandia
- Real Armada Tailandesa - Opera 7 Do 228.[9]

 Venezuela
- Aviación Militar Bolivariana - 1 Do 228NG - 2 Do 228-212s empleado para evacuaciones aeromédicas, transporte de carga y pasajeros en comunidades indígenas al sur de Venezuela, llevadas a cabo por el Grupo Aéreo de Transporte #9.

## Accidentes e incidentes
- El 24 de febrero de 1985 fue derribado por un misil el Do 228 Polar 3 operado por el Instituto Alfred Wegener cerca de El Aargub en el Sahara Occidental.
- El 31 de julio de 1993, ocurre el Accidente de Dornier 228 de Everest Air de 1993, cuando un Do 228 de Everest Air se estrella en el distrito de Tanahun en Nepal, falleciendo los 19 ocupantes a bordo del avión.
- El 10 de agosto de 1997, el Vuelo 7601 de Formosa Airlines se estrelló en Beigan, parte de las Islas Matsu en Taiwán. 16 personas murieron en el accidente.
- El 6 de septiembre de 1997, el Vuelo 238 de Royal Brunei Airlines se estrelló en el Parque nacional de Bukit Lambir, en Sarawak, en Malasia. Los 10 ocupantes fallecieron en el accidente.
- El 7 de agosto de 1999, el Vuelo 5002 de TACV se estrelló en la Isla de Santo Antão, falleciendo los 18 pasajeros y tripulantes que viajaban a bordo.
- El 14 de mayo de 2012, ocurre el Accidente del Do 228 de Agni Air de 2012, cuando un Do 228 de la aerolínea Agni Air se estrelló al intentar aterrizar en el Aeropuerto de Jomsom en Nepal. 15 de los 21 ocupantes murieron en el accidente, los 6 restantes resultaron heridos.
- El 28 de septiembre de 2012, el Vuelo 601 de Sita Air se estrelló al despegar del Aeropuerto Tenzing-Hillary en Katmandú, murieron 16 pasajeros y 3 tripulantes.
- El 24 de noviembre de 2019, ocurre el Accidente de Busy Bee de 2019, cuando un Do 228 de la aerolínea congolesa Busy Bee se estrella poco tiempo después de despegar del Aeropuerto de Goma, en la República Democrática del Congo, muriendo las 19 personas a bordo y otras 10 más en tierra.
- El 10 de junio de 2024,  ocurre el Accidente del Dornier 228 en Chikangawa de 2024, cuando un Do 228 de la Fuerza de Defensa de Malaui se estrelló en el bosque de Chikangawa ubicado en el norte del país. La aeronave transportaba a 9 personas,[10] entre ellas se encontraba el vicepresidente de Malaui Saulos Chilima y la ex-Primera dama de Malaui Patricia Shanil Muluzi. Todos los ocupantes murieron en el accidente.[11][12]

## Especificaciones (Do 228-212)

### Características generales
- Tripulación: 1 o 2
- Capacidad: 20
- Carga: 2.340 kg
- Longitud: 16,6 m (54,3 ft)
- Envergadura: 17 m (55,7 ft)
- Altura: 4,9 m (15,9 ft)
- Superficie alar: 32 m² (344,5 ft²)
- Peso vacío: 3739 kg (8240,8 lb)
- Peso máximo al despegue: 6600 kg (14 546,4 lb)
- Planta motriz: 2× turbohélice Garrett AiResearch TPE-331-5-252D.
  - Potencia: 571 kW (765 HP; 776 CV) cada uno.

### Rendimiento
- Velocidad nunca excedida (Vne): 472 km/h (293 MPH; 255 kt)
- Velocidad máxima operativa (Vno): 433 km/h (269 MPH; 234 kt)
- Velocidad crucero (Vc): 315 km/h (196 MPH; 170 kt)
- Alcance: 1111 km (600 nmi; 690 mi)
- Techo de vuelo: 8535 m (28 002 ft)
- Régimen de ascenso: 7,5 m/s (1476 ft/min)

### Desarrollos relacionados
- Dornier Do 328

### Aeronaves similares
- Embraer EMB 110 Bandeirante
- De Havilland Canada DHC-6 Twin Otter
- Fairchild Swearingen Metroliner
- Let L-410 Turbolet
- Harbin Y-12
- CASA C-212 Aviocar
- Beechcraft 1900
- IAI Arava
- PZL M28
- Handley Page Jetstream
- Short SC.7 Skyvan
- Britten-Norman Trislander
- Antonov An-28

### Listas relacionadas
- Anexo:Aviones de línea regionales